# Championnat de France des rallyes 1977
Navigation
Édition précédente Édition suivante
Le championnat de France des rallyes 1977 fut remporté par Guy Fréquelin sur une Alpine A310 V6. C'est le premier titre de Fréquelin mais également le dernier pour une Alpine en championnat de France.

## Rallyes de la saison 1977
| N° | Dates                     | Rallye                    | Vainqueur           | Copilote          | Voiture              |
| 1  | 12 février-13 février     | Critérium Neige et Glace  | Guy Fréquelin       | Jacques Delaval   | Alpine A310 V6       |
| 2  | 26 février-27 février     | Ronde de la Giraglia      | Guy Fréquelin       | Jacques Delaval   | Alpine A310 V6       |
| 3  | 26 mars-27 mars           | Ronde d'Armor             | Guy Fréquelin       | Jacques Delaval   | Alpine A310 V6       |
| 4  | 3 avril-4 avril           | Critérium Jean Behra      | Guy Fréquelin       | Jacques Delaval   | Alpine A310 V6       |
| 5  | 16 avril-17 avril         | Critérium de Touraine     | Guy Fréquelin       | Jacques Delaval   | Alpine A310 V6       |
| 6  | 23 avril-24 avril         | Ronde Limousine           | Guy Fréquelin       | pas de copilote   | Alpine A310 V6       |
| 7  | 7 mai-8 mai               | Critérium Alpin           | Bernard Darniche    | Alain Mahé        | Lancia Stratos HF    |
| 8  | 14 mai-15 mai             | Rallye de Lorraine        | Francis Roussely    | Christian Berguet | Porsche 911 Carrera  |
| 9  | 4 juin-5 juin             | Ronde Cévenole            | Jacques Alméras     | pas de copilote   | Porsche 911 Carrera  |
| 10 | 24 juin-25 juin           | Rallye d'Antibes          | Jean-Claude Andruet | Tilber            | Fiat 131 Abarth      |
| 11 | 15 septembre-23 septembre | Tour de France automobile | Bernard Darniche    | Alain Mahé        | Lancia Stratos HF    |
| 12 | 15 octobre-16 octobre     | Rallye de la Châtaigne    | Guy Fréquelin       | Jacques Delaval   | Alpine A310 V6       |
| 13 | 22 octobre-23 octobre     | Rallye Jeanne d'Arc       | Bernard Darniche    | Alain Mahé        | Lancia Stratos HF V6 |
| 14 | 5 novembre-6 novembre     | Tour de Corse             | Bernard Darniche    | Alain Mahé        | Fiat 131 Abarth      |
| 15 | 13 novembre-14 novembre   | Critérium des Cévennes    | Guy Fréquelin       | Jacques Delaval   | Alpine A310 V6       |
| 16 | 19 novembre-20 novembre   | Ronde du Vercors          | Guy Fréquelin       | Jacques Delaval   | Alpine A310 V6       |
| 17 | 26 novembre-27 novembre   | Rallye du Var             | Guy Fréquelin       | Jacques Delaval   | Alpine A310 V6       |

## Classement du championnat
| Place | Pilote                 | Voiture                                    | Points | 1   | 2   | 3   | 4   | 5   | 6   | 7   | 8  | 9  | 10  | 11  | 12  | 13  | 14  | 15  | 16  | 17  |
| ----- | ---------------------- | ------------------------------------------ | ------ | --- | --- | --- | --- | --- | --- | --- | -- | -- | --- | --- | --- | --- | --- | --- | --- | --- |
| 1er   | Guy Fréquelin          | Alpine A310 V6                             | 990    | 1er | 1er | 1er | 1er | 1er | 1er |     | ab | ab |     |     | 1er | 2e  |     | 1er | 1er | 1er |
| 2e    | Bernard Darniche       | Lancia Stratos HF & Fiat 131 Abarth        | 720    |     | 2e  |     |     |     |     | 1er |    |    |     | 1er | 2e  | 1er | 1er | ab  |     |     |
| 3e    | Gérard Swaton          | Porsche 911 Carrera gr 3                   | 590    | 5e  |     |     | 3e  |     |     | 3e  |    |    | 3e  |     | 6e  |     | 9e  | 3e  | 4e  | ab  |
| 4e    | Jean-Louis Clarr       | Opel Kadett GTE gr 1                       | 465    | ab  | 5e  |     | 4e  |     |     |     |    |    | 5e  | 7e  |     |     | ab  | 5e  | 3e  | ab  |
| 5e    | Hervé Knapick          | Opel Kadett GTE gr 1                       | 395    |     |     | 7e  |     |     |     | 7e  |    |    |     |     | 5e  |     |     |     |     |     |
| 6e    | Michèle Mouton         | Porsche 911 Carrera gr 3 & Fiat 131 Abarth | 390    |     |     |     |     |     |     | 4e  |    | 2e | 2e  | 2e  |     |     | 8e  |     |     |     |
| 7e    | Jean-Charles Sévelinge | Opel Kadett GTE gr 1                       | 375    | 7e  |     |     |     |     |     |     |    |    |     |     |     |     | 16e |     |     |     |
| 8e    | Christian Coeuille     | Alpine A110 1800                           | 330    | 3e  |     | 2e  |     |     |     |     |    |    |     |     |     | 5e  |     |     | 2e  |     |
| 9e    | Jean-Claude Andruet    | Fiat 131 Abarth                            | 310    |     |     |     |     |     |     |     |    |    | 1er |     |     |     | ab  |     |     |     |
| 9e=   | Jean-Louis Ravenel     | Opel Kadett GTE gr 2 & Opel Commodore      | 310    |     |     | 6e  |     |     |     |     |    | 3e |     | 12e |     |     | ab  |     |     | 5e  |

(nb: vainqueurs de zone: J.H. Hazard, G. Swaton, J. Morel, et "Knapick")